# جسم غاری
جسم غاری (به انگلیسی: corpus cavernosum) به شکل کانالی استوانه‌ای در طول آلت، عضوی از دستگاه تناسلی مردانه‌است. این عضو بخشی از شبکه عروقی آلت است که هنگامی که آلت تناسلی در حالت شل می‌باشد، کمترین مقدار خون که فقط جهت رفع نیازهای متابولیک است وارد جسم غاری می‌شود و سطح گازهای خون در جسم غاری مشابه سطح خون وریدی است.
دو جسم غاری پنیس در سطح پشتی آن قرار دارنداجسام غاری پنیس در قسمت پروکسیمال (ابتدائی) از یکدیگر مجزا بوده اما در زیر زاویه پوبیس به هم متصل شده و با هم به جلو امتداد می‌یابند. این اتصال تا گلانس پنیس (سر پنیس) ادامه دارد. شیار عمیق بین دو جسم غاری توسط جسم اسفنجی اشغال می‌شود.
در انسان نعوظ به واسطهٔ اعصاب پاراسمپاتیک و با اتساع و جمع شدن خون در اجسام غاری و جسم اسفنجی اتفاق می‌افتد.